# قلعه ناجیما

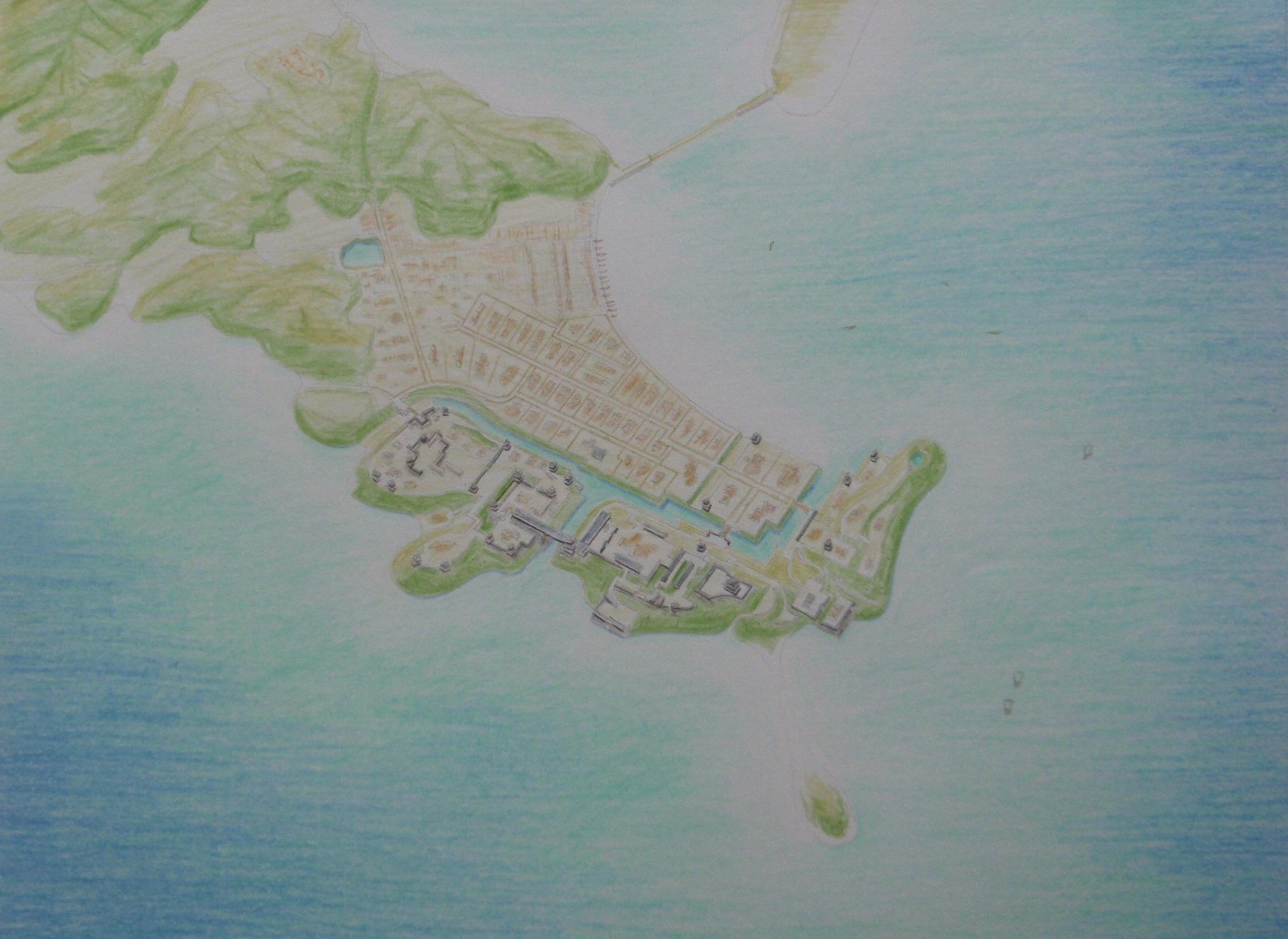
نقاشی بازسازی قلعه ناجیما، که ممکن است در اواخر قرن ۱۶ کشیده شده باشد.

قلعه ناجیما انگلیسی: Najima Castle یک قلعه بالای تپه، واقع در شهر فوکوئوکا ، استان فوکوئوکا، در ژاپن است. امروزه، تنها خرابه های آن هنوز هم برجا مانده است. این قلعه توسط کوبایاکاوا تاکاکاگه ساخته شده است.